# Rudolf Boch

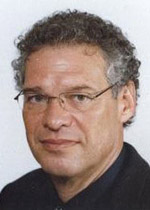
Rudolf Boch

Rudolf Boch (* 12. Oktober 1952 in Ratzeburg) ist ein deutscher Historiker im Fach Wirtschafts- und Sozialgeschichte.

## Leben und Wirken
Rudolf Boch studierte von 1971 bis 1977 Geschichte, Politikwissenschaft und Sozialwissenschaften an den Universitäten Freiburg, Glasgow (Großbritannien) und Bielefeld. 1979/1980 erhielt er ein Forschungsstipendium des DAAD an der University of Sheffield (Großbritannien). 1980 bis 1982 war er Projektleiter im Bergischen Land. Im Jahr 1983 wurde er promoviert an der Universität Bielefeld. Von 1983 bis 1993 war er dort wissenschaftlicher Angestellter, Hochschulassistent und Hochschuldozent. 1991 erfolgte die Habilitation für Neuere Geschichte. 1992/93 erhielt er eine Lehrstuhlvertretung an der Johann-Wolfgang-Goethe-Universität Frankfurt am Main. 1993/94 war er Fellow am European University Institute (Europäischen Hochschulinstitut in Florenz). Von 1994 bis 2018 lehrte er als Professor für Wirtschafts- und Sozialgeschichte an der TU Chemnitz. Er war Leiter und Betreuer zahlreicher Drittmittelprojekte (Forschung, Publikation und Aktenerschließung) vor allem zur Wirtschafts- und Sozialgeschichte Sachsens, gefördert durch namhafte Unternehmen, Stiftungen sowie das Bundesministerium für Wirtschaft und Technologie. 2018 wurde Boch emeritiert.
Seine Arbeitsschwerpunkte sind Geschichte des Wachstumsdenkens, langfristige Prozesse der wirtschaftlichen und sozialen Integration Europas seit dem 18. Jahrhundert, Wirtschafts- und Sozialgeschichte Sachsens, Unternehmer- und Unternehmensgeschichte sowie die Arbeitergeschichte. Für die Enzyklopädie deutscher Geschichte veröffentlichte er 2004 einen Band über Staat und Wirtschaft im 19. Jahrhundert.  Ihm wurde der Preis des Hans-Boeckler-Kreises und Preis der Westfälisch-Lippischen Universitätsgesellschaft verliehen.

## Schriften (Auswahl)
Monographien, Aufsatzsammlung
- Handwerker-Sozialisten gegen Fabrikgesellschaft. Lokale Fachvereine, Massengewerkschaft und industrielle Rationalisierung in Solingen 1870–1914, Göttingen 1985.
- Historisches Lesebuch zur Geschichte der Arbeiterschaft im Bergischen Land (1760–1945), 2. Aufl., Köln 1986 (unter Mitarbeit von M. Krause).
- Grenzenloses Wachstum? Das rheinische Wirtschaftsbürgertum und seine Industrialisierungsdebatte 1814–1857, Göttingen 1991.
- The Rise and Decline of Flexible Production. The Cutlery Industry of Solingen since the Eighteenth Century, Cambridge 1997 (Rezension von Patrice L. R. Higonnet: World of Possibilities. Flexibility and Mass Production in Western Industrialization (review)).
- Staat und Wirtschaft im 19. Jahrhundert, München 2004 (Sehepunkte, Rezension).
- Kriegswirtschaft und Arbeitseinsatz bei der Auto Union AG Chemnitz im Zweiten Weltkrieg (zusammen mit Martin Kukowski), Stuttgart 2014 (Rezension von Christopher Kopper in Historische Zeitschrift, Bd. 300, 3).
- Arbeiter – Wirtschaftsbürger – Staat. Abhandlungen zur Industriellen Welt, hrsg. von Frank-Lothar Kroll, Berlin/Boston 2017.

Herausgeberschaften
- Patentschutz und Innovation in Geschichte und Gegenwart, Berlin / Frankfurt a. M. 1999.
- Geschichte und Zukunft der Automobilindustrie in Deutschland, Stuttgart 2001 (H-Soz-Kult Rezension von Elmar Grüneich).
- Unternehmensgeschichte heute. Theorieangebote, Quellen, Forschungstrends, Leipzig 2005.
- Wirtschaftsgeschichte Sachsens im 19./20. Jahrhundert, Leipzig 2006.
- Uranbergbau im Kalten Krieg. Die Wismut im sowjetischen Atomkomplex (zusammen mit Rainer Karlsch), Bd. 1: Studien, Bd. 2: Dokumente, Berlin 2011 (H-Soz-Kult, Sammelrezension von Matthias Uhl).